# Kragenumgebung
Im mathematischen Gebiet der Differentialtopologie bezeichnet man eine Umgebung des Randes {\displaystyle \partial M} einer differenzierbaren Mannigfaltigkeit {\displaystyle M} als Kragenumgebung, wenn sie diffeomorph zum Produkt {\displaystyle \partial M\times \left[0,1\right]} ist.
Ein Satz von Milnor (Milnor's collar neighborhood theorem) garantiert die Existenz einer Kragenumgebung des Randes {\displaystyle \partial M} für jede differenzierbare Mannigfaltigkeit mit Rand. Dieser Satz folgt aus dem Satz von der tubularen Umgebung und der Trivialität des Normalenbündels von {\displaystyle \partial M\subset M}.
Als Korollar ergibt sich, dass die  Inklusion {\displaystyle (M-\partial M)\hookrightarrow M} eine Homotopieäquivalenz ist.